# Холокост в Быховском районе
Холокост в Бы́ховском районе — систематическое преследование и уничтожение евреев на территории Быховского района Могилёвской области оккупационными властями нацистской Германии и коллаборационистами в 1941—1944 годах во время Второй мировой войны, в рамках политики «Окончательного решения еврейского вопроса» — составная часть Холокоста в Белоруссии и Катастрофы европейского еврейства.

## Геноцид евреев в районе
Быховский район был полностью захвачен немецкими войсками в конце июля 1941 года, и оккупация продлилась более трёх лет — до июля 1944 года. Нацисты включили Быховский район в состав территории, административно отнесённой к зоне армейского тыла группы армий «Центр». Комендатуры — полевые (фельдкомендатуры) и местные (ортскомендатуры) — обладали всей полнотой власти в районе.
Для осуществления политики геноцида и проведения карательных операций сразу вслед за войсками в район прибыли карательные подразделения войск СС, айнзатцгруппы, зондеркоманды, тайная полевая полиция (ГФП), полиция безопасности и СД, жандармерия и гестапо.
Одновременно с оккупацией нацисты и их приспешники начали поголовное уничтожение евреев. «Акции» (таким эвфемизмом гитлеровцы называли организованные ими массовые убийства) повторялись множество раз во многих местах. В тех населенных пунктах, где евреев убили не сразу, их содержали в условиях гетто вплоть до полного уничтожения, используя на тяжелых и грязных принудительных работах, от чего многие узники умерли от непосильных нагрузок в условиях постоянного голода и отсутствия медицинской помощи.
В Быховском районе, включая сам Быхов, в 1939 году проживали около 7000 евреев. Из них под оккупацией остались около 5000 человек, и почти все они были убиты нацистами. Немногие спасшиеся в большинстве своём воевали впоследствии в партизанских отрядах.
Евреев убивали во многих населенных пунктах Быховского района:
- В Быхове[3][10].
- В деревне Сапежинка[10].
- В деревне Неряж — всего там жили около 50 евреев, большинство из которых не смогли или не успели эвакуироваться. Всех их расстреляли сначала в урочище Панская грива (2 километра от деревни по направлению к Днепру) — 20-25 мужчин, затем в Гоньковом рву убили остальных[9].
- В деревне Давыдовичи. Евреев там было немного, и всех их убили: одинокую старушку, семью портных, председателя колхоза Марка Левого с женой и сыном[9].
- В деревне Гамарня были расстреляны 14 евреев[9].
- В Красно-Осовецком сельсовете был найден и убит один еврей[9].
- В деревнях Палки[11] и Добужа[12].
- Известно, что также были убиты почти все евреи в населённых пунктах Городец, Красница, Мокрое, Новый Быхов, Селиба и Студёнка[9][13].

## Гетто
Оккупационные власти под страхом смерти запретили евреям снимать жёлтые латы или шестиконечные звёзды (опознавательные знаки на верхней одежде), выходить из гетто без специального разрешения, менять место проживания и квартиру внутри гетто, ходить по тротуарам, пользоваться общественным транспортом, находиться на территории парков и общественных мест, посещать школы.
Реализуя нацистскую программу уничтожения евреев, немцы создали на территории района 2 гетто:
- в гетто города Быхов (сентябрь 1941) были замучены и убиты около 5000 евреев;
- в гетто деревни Сапежинка (август-сентябрь 1941) были убиты около 90 евреев.

## Память
В конце 1943 года нацисты, с целью сокрытия следов преступлений, организовали раскопки мест массовых захоронений и уничтожение останков жертв, которые вывозили в местечко Язвы около Быхова и сжигали. Эта работа производилась силами советских военнопленных, которых в конце тоже убили.
На местах массовых убийств евреев Быховского района во время Катастрофы были установлены памятники. Один — у деревни Воронино, у дороги Воронино-Быхов, где были убиты примерно 4670 человек. Второй памятник находится рядом с «Гоньковым» рвом на выезде из Быхова по шоссе на Рогачёв. Три камня-стелы символизируют мужчин, женщин и детей, на камне высечены надписи на белорусском, английском и иврите. Председатель еврейской общины Быхова С. П. Двоскин установил памятник на месте расстрела 252 евреев в Гоньковом рву. Также в 2008 году был установлен памятник на месте дома, где были собраны евреи Сапежинки перед расстрелом.